# 全国旅行支援
全国旅行支援（ぜんこくりょこうしえん）は、2022年の日本における都道府県主体の観光振興事業。10月11日より全国46道府県で開始され、東京都は10月20日からの開始となる。国家事業「Go To トラベル」の総額1兆3500億円の中で、未使用だった5600億円分が都道府県に配分されて予算に用いられた。2022年に開始され、年末年始の一時中断を挟んで、2023年1月から順次再開された。

## 概要
割り引かれる代金は40パーセント。割引額の上限は交通費込みのパック旅行で8000円、宿泊のみまたは日帰り旅行で5000円。さらに買い物や飲食に使えるクーポンが平日3000円、休日は1000円分配布される。
都道府県ごとに以下の旅行割引の事務局が設けられている。

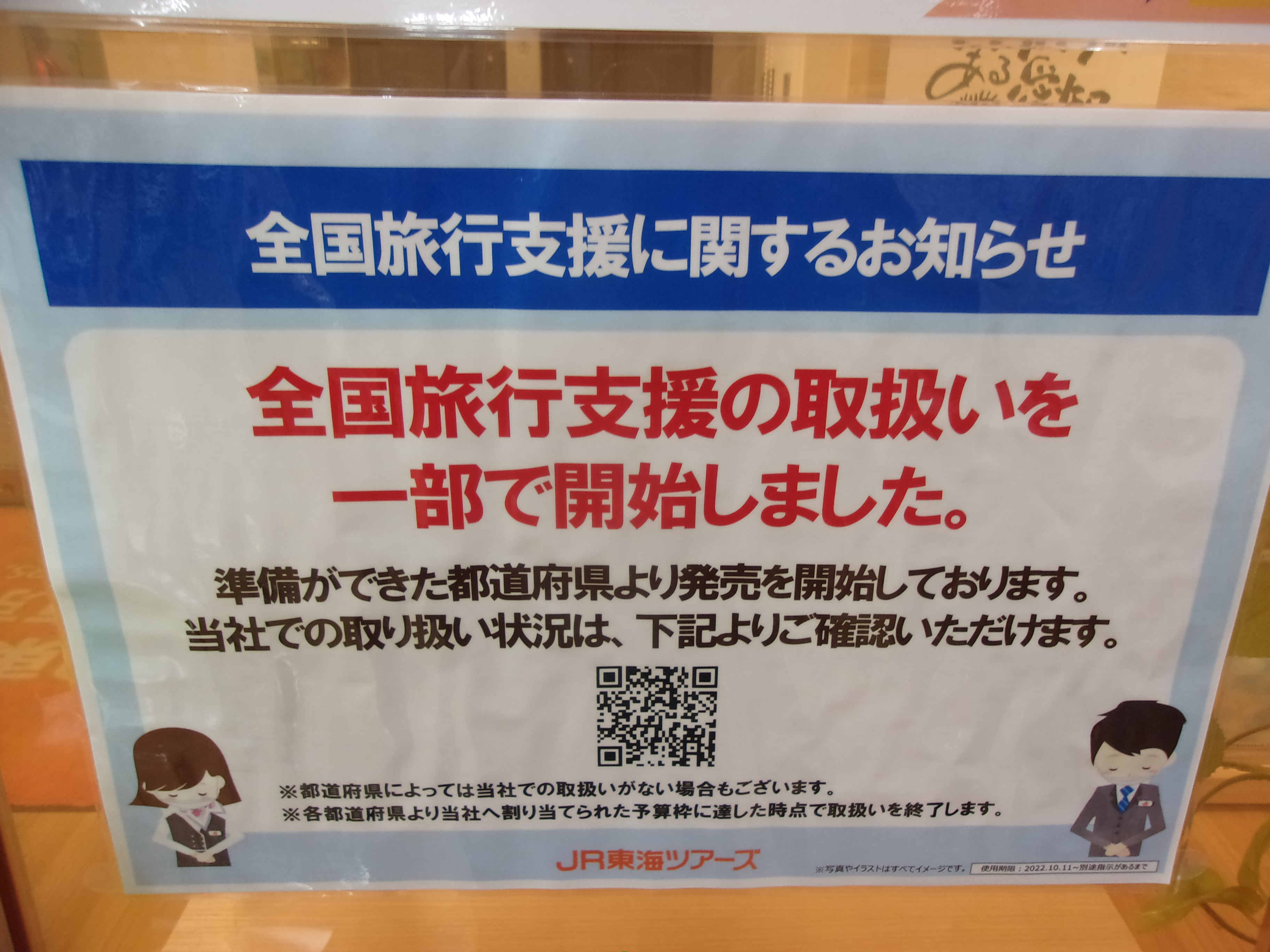
全国旅行支援取り扱い告知

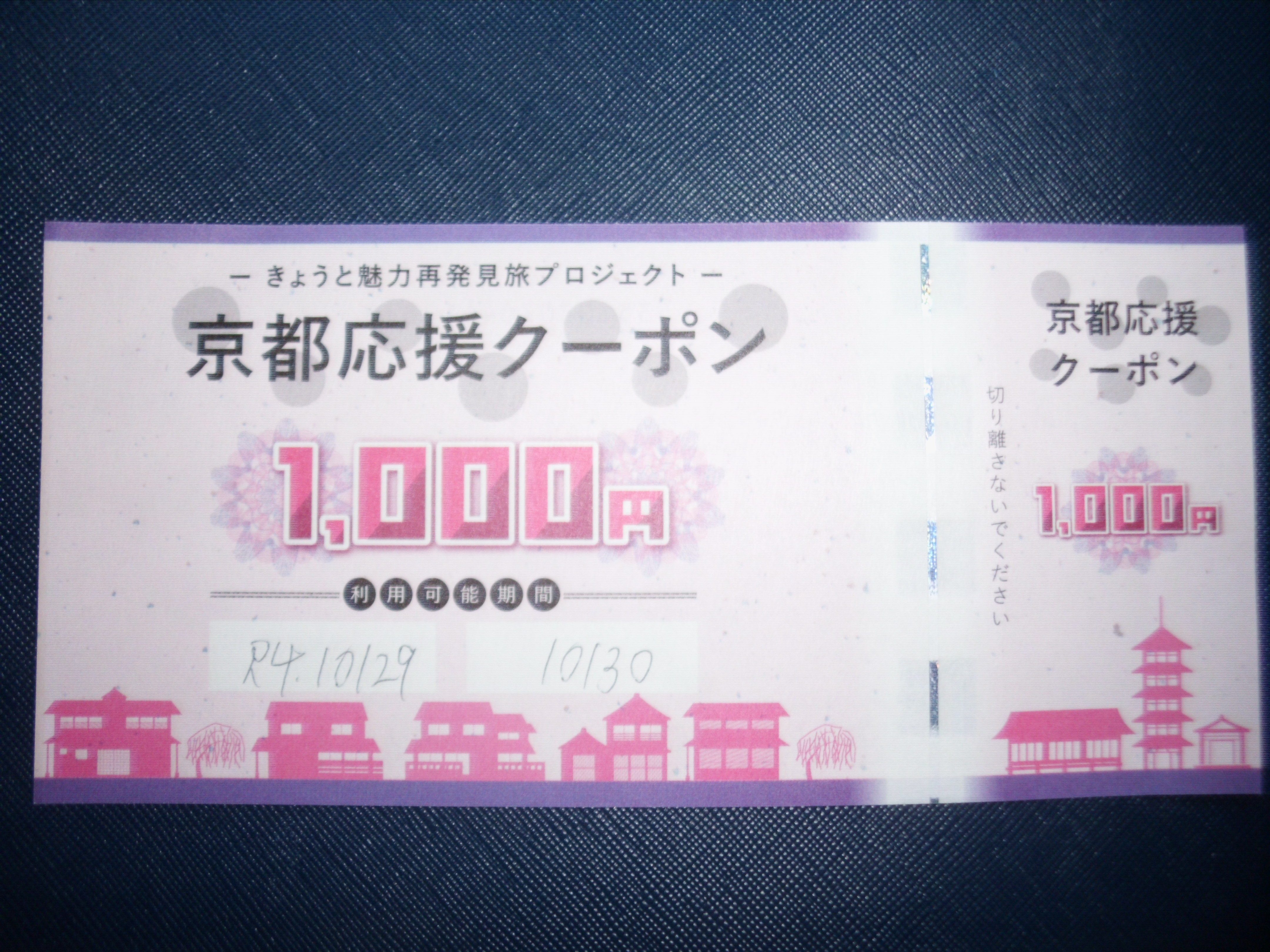
京都府版のクーポン

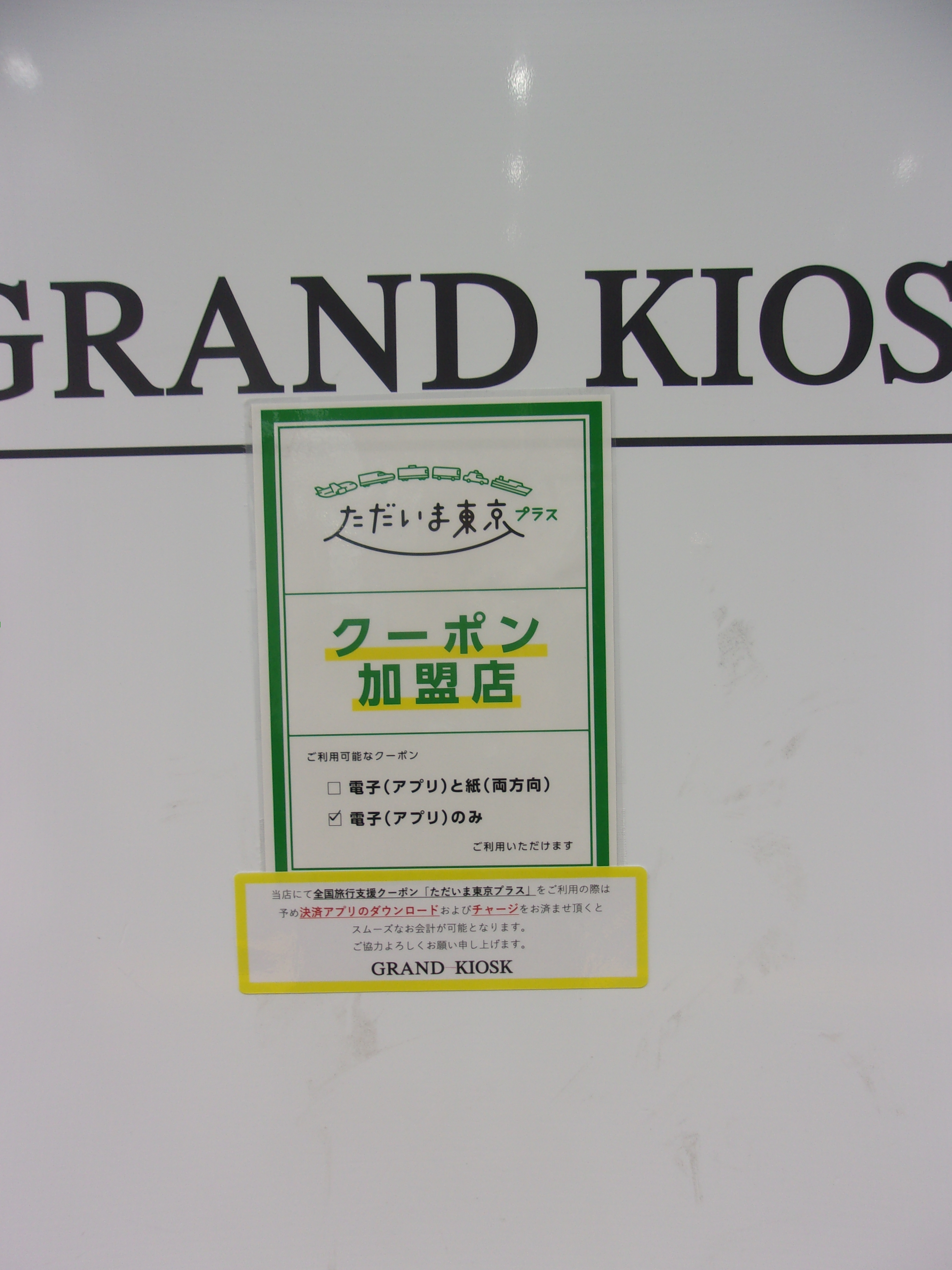
ただいま東京＋ クーポン取扱

| 都道府県 | 事務局名                                                                  |
| -------- | ------------------------------------------------------------------------- |
| 北海道   | 旅行割引関係：HOKKAIDO LOVE！割事務局                                     |
| 青森県   | 青森県おでかけキャンペーン事務局                                          |
| 岩手県   | いわて旅応援プロジェクト（第３弾）いわて応援クーポン事務局                |
| 宮城県   | みやぎ宿泊割キャンペーン事務局                                            |
| 秋田県   | 「秋田へＧｏ！」秋田を旅しようキャンペーン事務局                          |
| 山形県   | 「やまがた旅割キャンペーン事務局（コールセンター）」                      |
| 福島県   | 福島県「来て。」割サポートセンター                                        |
| 茨城県   | 「いば旅あんしん割」事務局                                                |
| 栃木県   | いちご一会とちぎ旅事務局                                                  |
| 群馬県   | 全国旅行支援群馬県事務局                                                  |
| 埼玉県   | 「旅して！埼玉割」観光応援キャンペーン事務局                              |
| 千葉県   | 「千葉とく旅キャンペーン」事務局                                          |
| 東京都   | 全国旅行支援東京都                                                        |
| 神奈川県 | いざ、神奈川！事務局                                                      |
| 新潟県   | 「使っ得！にいがた旅割キャンペーン」コールセンター                        |
| 富山県   | 富山で休もう。とやま観光キャンペーン事務局                                |
| 石川県   | 「いしかわ旅行割」キャンペーン事務局                                      |
| 福井県   | ふくいdeお得キャンペーン事務局                                            |
| 山梨県   | やまなしグリーン・ゾーン旅割事務局                                        |
| 長野県   | 「信州版 新たな旅のすゝめ」宿泊割事務局                                   |
| 岐阜県   | 「ほっと一息、ぎふの旅」キャンペーン事務局                                |
| 静岡県   | しずおか元気旅事務局                                                      |
| 愛知県   | いいじゃん、あいち旅キャンペーン事務局                                    |
| 三重県   | おいでよ！みえ旅キャンペーン事務局                                        |
| 滋賀県   | 全国版 今こそ滋賀を旅しよう！コールセンター                               |
| 京都府   | きょうと魅力再発見旅プロジェクト事務局                                    |
| 大阪府   | “日本中から”大阪いらっしゃいキャンペーン2022事務局                        |
| 兵庫県   | ひょうごを旅しようキャンペーン（全国旅行支援兵庫県事務局）                |
| 奈良県   | いまなら。キャンペーン2022プラス事務局                                    |
| 和歌山県 | わかやまリフレッシュプランＳワイド コールセンター                         |
| 鳥取県   | ウェルカニとっとり得々割事務局                                            |
| 島根県   | しまね旅キャンペーン事務局                                                |
| 岡山県   | 「おかやまハレ旅応援割」事務局                                            |
| 広島県   | やっぱ広島じゃ割（全国旅行支援割） 事務局                                 |
| 山口県   | 旅々やまぐち割プラス事務局                                                |
| 徳島県   | みんなで！徳島旅行割事務局                                                |
| 香川県   | 「新うどん県泊まってかがわ割」事務局                                      |
| 愛媛県   | えひめぐり みきゃん旅割事務局                                             |
| 高知県   | 高知観光トク割キャンペーン事務局                                          |
| 福岡県   | 「新たな福岡の避密の旅」観光キャンペーン事務局                            |
| 佐賀県   | GO!!佐賀旅キャンペーン事務局                                              |
| 長崎県   | ながさきで心呼吸の旅キャンペーン事務局                                    |
| 熊本県   | 「くまもと再発見の旅」事務局 「くまもと再発見の旅」地域限定クーポン事務局 |
| 大分県   | 「新しいおおいた旅割第2弾」事務局                                         |
| 宮崎県   | みやざき旅行支援割キャンペーン事務局                                      |
| 鹿児島県 | 鹿児島県地域観光事業支援事務局                                            |
| 沖縄県   | おきなわ彩発⾒NEXTお客様専用コールセンター                                |

## 経済効果
大和総研は「旅行需要を大きく押し上げる効果が期待できる」として約8300億円の経済効果が見込めると試算している。

## 無駄遣い批判・現場負担増加
- コロナウイルスの感染拡大が始まった2020年のGoToトラベル(政府・観光庁の実施事業)の予算の余りを流用した事業である。旅行者の減少による売上激減した観光業支援のために、巨額予算を付けたものの、感染再拡大で中止され、2021年も再開出来ずに予算が余っていた。国の予算は、財政法で未使用予算の繰越可能期間は長くても翌年度まで返還しなければならない。予算を返還すると当初の要求が過大だったとの批判を避けるための施策である[3]。
- 全国旅行支援は、国から予算を給付された都道府県が独自に実施した事業となったため、開始期間・実施方法などが異なった。それだけではなく、別途の独自追加予算を支出した自治体があったこと、クーポンや割引を行ったことも、従業員ら受付側の混乱と負担増加に拍車をかけた。「Go Toトラベルの不正利用問題もうやむやだし、業界を支援する政治家のごり押しではないか」「お役所仕事で使い残した資金があるからと、これ以上ばらまくのは、むしろ旅行業界のイメージダウンに繋がるのではないか」とも指摘されている[2]。
- 元々GoToトラベルの時も、民度の低い客が増えるなど客層の質の低下・事務負担の増加問題、コロナ禍に旅行出来るような余暇のある層への不適切な優遇との批判が起きていた。そして、「全国旅行支援」では地方自治体が実施主体となって事務手続きが複雑化したため、フロントスタッフの精神的負担・時間的コストから、実施期間中に外国人の日本旅行が解禁され、外国人観光客・制度を用いない日本人客が回復傾向となった後は「旅行支援制度を用いるレベルの日本人観光客」は迷惑との声が増した[8]。事務手続きスタッフ目線では、通常チェックイン手続きに、全国旅行支援利用手続きが加わって、現場の従業員の負担は大きくなった。特に「全国旅行支援」を使うような宿泊者に高齢者が多く、従業員の説明を理解出来ないだけでなく、激高して、カウンターで怒鳴るなど悪質クレームの連続を招いた。コレによって、アルバイトが辞めるなど、シフトに支障を生じさせるなどの弊害を招いた[9]。
- 支援が開始された10月11日当日に予算上限に達したため、予約を終了する自治体がある。また、上記のように運営主体が地方自治体であるため、予約サイトや地域ごとにクーポン配布期間が異なり、事業者だけでなく、利用者の間でも混乱が生じている[4]。
- 2022年9月下旬に翌10月11日からの入国者数の上限撤廃を日本政府から明言された以降には、外国人客需要が拡大した。そもそも最初から制度使用せずに、「全国旅行支援の日本人客」をターゲットしないで、最初から宿泊施設側も値上げ・長期滞在の多い外国人旅行客を優先する運営するところも出ている。全国旅行支援には「外国人に相手にされない宿泊施設の救済のための政策」「何を目的にした政策なのか」と批判がある[10]。